# Conilorpheus scutifrons
Conilorpheus scutifrons là một loài chân đều trong họ Cirolanidae. Loài này được Stebbing miêu tả khoa học năm 1908.